# 静谷篤
静谷 篤（しずや あつし、1998年2月17日 - ）は、日本の俳優。劇団スパイスガーデン所属。SQUAD Managementと業務提携。静岡県静岡市出身。

## 経歴
1998年静岡県生まれ。2017年に行われた劇団スパイスガーデン新メンバーオーディションを経て所属。ドラマ、映画、舞台等に出演。2020年5月に株式会社aoaoを退所し、一瞬と永遠と業務提携。その後フリーランスとしての活動を経て、2025年SQUAD Managementと業務提携する。中学時代は野球部に、高校時代はバドミントン部にそれぞれ３年間所属。特技はキックボクシング・ギター。

## 出演

### テレビドラマ
- 駐在刑事　第2話（2018年、テレビ東京） - 坂口 役

### 映画
- 日本製造 メイド・イン・ジャパン（2019年） - 池田勇人 役
- 家族マニュアル (2019年) - 山田良 役
- のぼる小寺さん (2020年) - 宅 役
- トーキョーサンライズ (2020年)
- サマーフィルムにのって (2021年) - 北野武夫 役
- 沈黙の艦隊（2023年）- 山田良夫 役
  - 沈黙の艦隊　北極海大海戦(2025年)
- 太陽がしょっぱい（2024年）[1]
- BISHU～世界でいちばん優しい服～（2024年）
- 異邦人(2024年・東京藝術大学冬季実習作品) - 男 役
- BADBOYS THE MOVIE(2025年) -陴威窠斗・前田 役

### 配信ドラマ
- 湘南純愛組！（2020年、Amazon Prime Video） 第6・7・8話 - あつし 役
- コウキの雨鳴き-About Kouki-（2020年、Youtube） - 長谷部シュン 役
- ショートプログラム(2022年、Amazon Prime Video)
- 沈黙の艦隊(2024年、Amazon Prime Video) - 第1話～8話　山田良夫 役
- 透明なわたしたち(2024年、ABEMA) - 第1話・第6話

### オーディオドラマ
- 初声物語(NUMA　2022年)

### 舞台
- 劇団スパイスガーデン第9回「ザ・オーディション」(2017年11月、千本桜ホール)
- 劇団スパイスガーデン第10回公演『DRESSING ROOM』(2018年5月、OFF・OFFシアター)
- 劇団スパイスガーデン第11回公演『リバー＆フェニックス』(2019年4月、OFF・OFFシアター)
- 劇団スポーツ#11『徒』(2024年8月、小劇場 楽園)